# 멕시코 독립 전쟁
멕시코 독립 전쟁(Mexican War of Independence)은 스페인의 지배에 저항하여 1810년 9월 16일 멕시코가 일으킨 독립전쟁이다. 이 전쟁은 1821년 8월 24일 코르도바 조약을 체결하면서 끝났으며 전쟁의 결과 멕시코가 승리하여 독립하게 되었다.

## 배경
멕시코 독립 운동은 스페인의 아즈텍 제국 정복기까지 거슬러 올라가며, 그때 마르틴 코르테스(에르난 코르테스와 라 마린체의 아들)가 콘키스타도르의 특권을 없애기 위해 스페인 식민지 정부에 대항하여 반란을 일으킨다.
실패로 끝난 1799년 마체테스의 음모 이후, 멕시코 태생의 스페니어드가 이끄는 독립 전쟁은 음모 11년 후 그리토 데 돌로레스가 현실화시켰으며, 독립전쟁의 선구자로 평가를 받는다. 실패한 음모였기 때문에 1810년 독립 운동 전에는 폭넓은 지지를 받지 못했으며, 멕시코 국민들은 독립과 독재, 왕정 사이에서 분열되었다.

## 전쟁의 시작

### 돌로레스의 절규

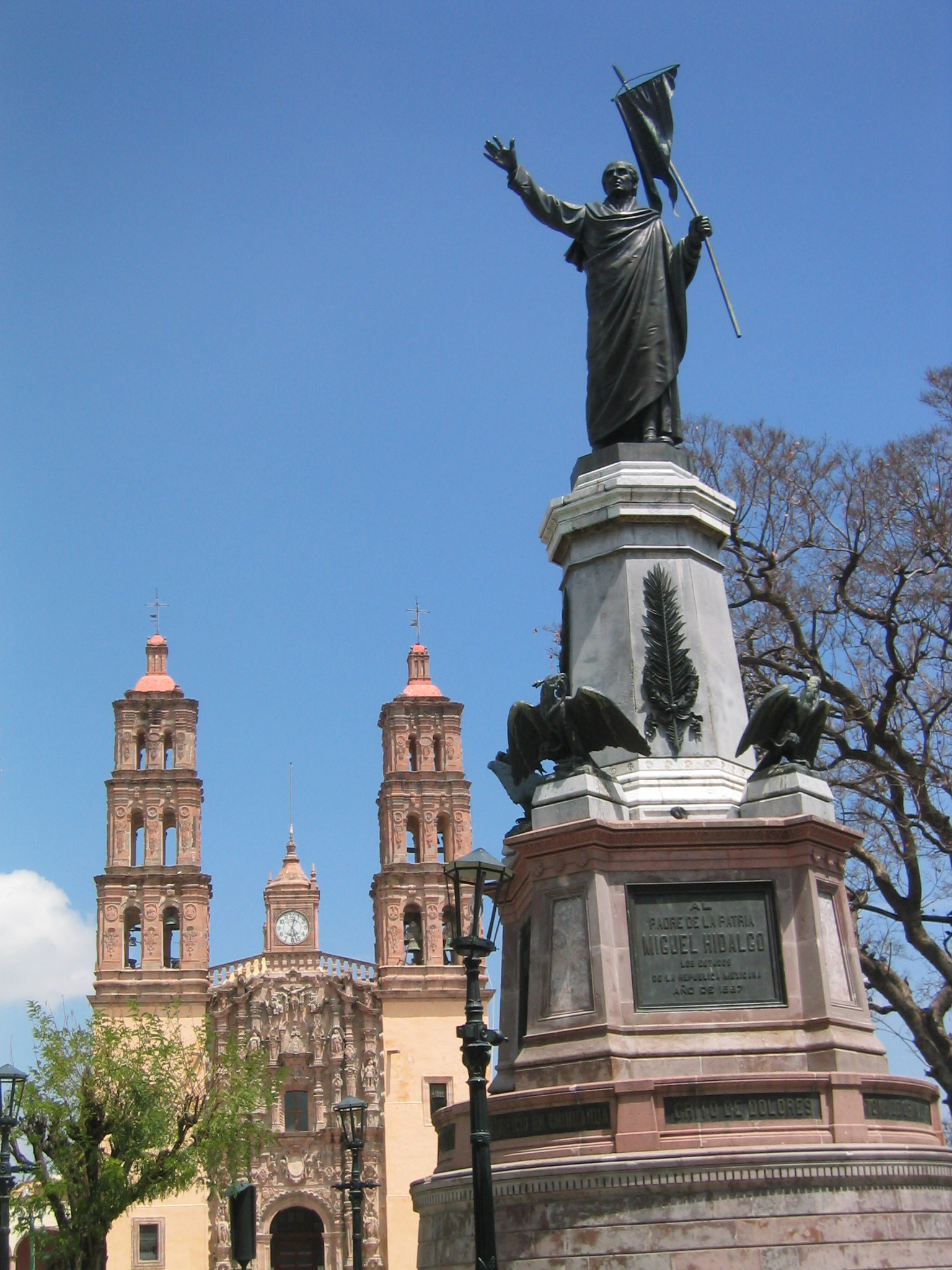
이달고 신부의 동상

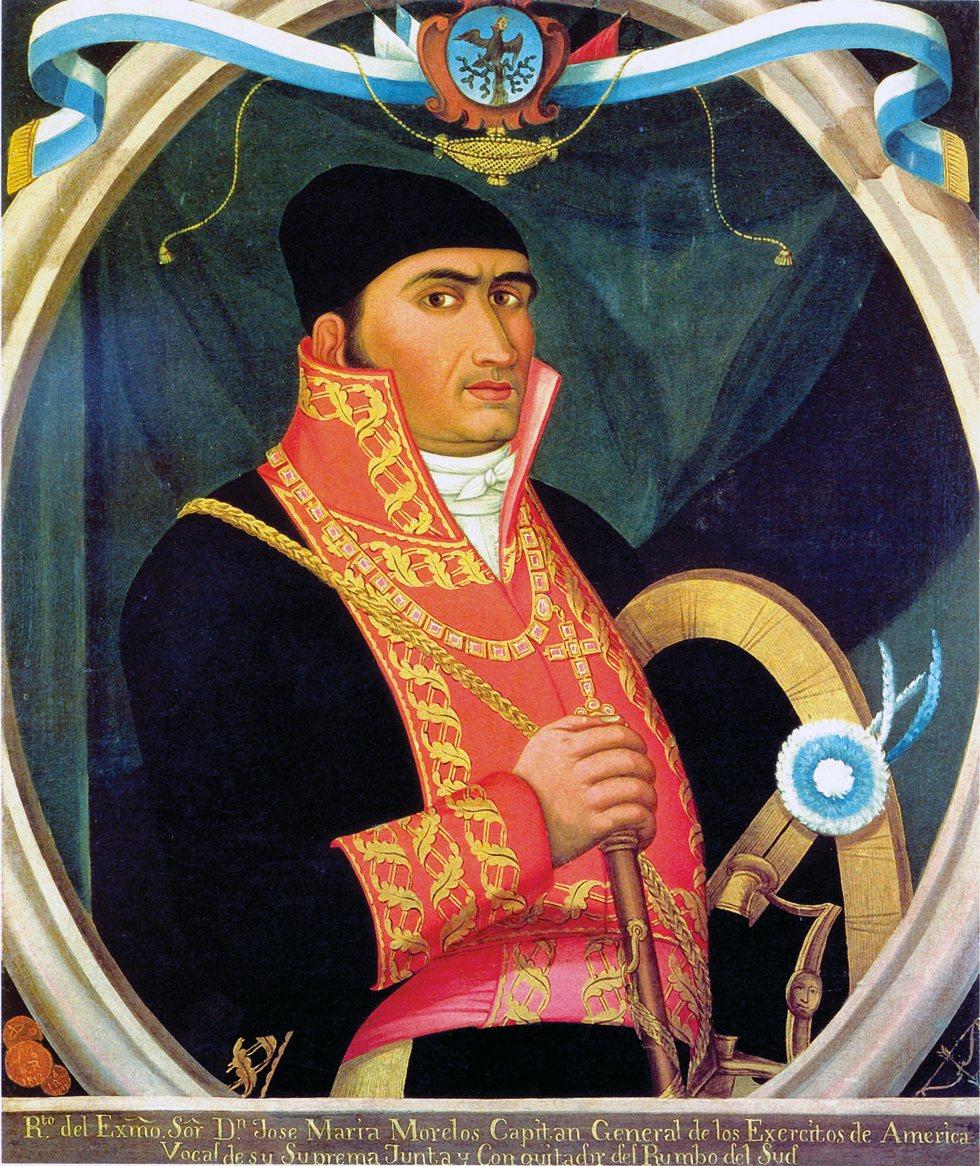
호세 모렐로스 신부

미겔 이달고 이 코스티야는 본래 성직자였지만, 돌로레스라는 마을의 성직자가 되면서 농부들에게 스페인계 지주 및 귀족정치에 저항할 것을 설교하였고, 성직자로 재직하는 동안 이 마을에서 비밀 토론 모임을 조직하기도 했다. 현재도 이 마을에는 코스티야가 재직했던 교회 옆에 그의 동상이 서 있다.
지원자로부터 배신을 당한 후, 이달고 코스티야는 1810년 9월 15일 늦은 밤에 독립 전쟁을 선언했으며, 다음 날인 9월 16일 새벽 혁명군이 스페인 식민지 정부를 향해 진격을 개시했다. 한동안 기세를 올렸던 이 혁명군은 10월 30일에 멕시코시티에서 중무장한 스페인군에 대패한 이후 밀려났으며 결국 미국-멕시코 국경까지 도망쳤다. 하지만 이곳에서 코스티야와 생존자들은 스페인군에 붙잡혔으며 재판을 거쳐 1811년 7월 30일에 코스티야는 처형되었다.

### 모렐로스의 독립투쟁
코스티야의 처형 이후 독립군은 호세 마리아 모렐로스(José María Morelos)라는 새로운 지도자 밑에서 독립 전쟁을 다시 시작했다.그의 지휘 아래 멕시코 독립군은 1813년에 아카풀코 등을 점령하기도 했지만, 모렐로 역시 1815년에 스페인군에 체포되어 처형되었다.

### 멕시코 독립
이들의 순교는 이투르비테의 무장봉기로 이어졌고 1821년에 코르도바 조약을 통해 멕시코와 중미지역은 스페인의 식민지배로부터 독립하였다. 1823년 미국이 먼로독트린을 선언하여 유럽과 미주대륙간 상호 불간섭을 주장함에 따라 멕시코와 중미 지역의 독립은 주변국들로 부터도 점차 인정을 받게 되었다. 이투르비테는 스스로 황제에 즉위하여 멕시코 제1제국을 건설했으나 쿠데타로 축출된후 1824년에 총살되었다.

### 중미 합중국
멕시코 제1제국이 몰락하자 중미지역이 중미 합중국을 구성하여 멕시코로부터 분리 되었다. 1835년에 중미합중국이 해체되어 과테말라, 엘살바드로, 온두라스, 니카라과, 코스타리카로 분리 독립하였다.

## 전기
- Anna, Timothy E. (1978). 《The Fall of Royal Government in Mexico City》. Lincoln: University of Nebraska Press. ISBN 0-8032-0957-6.
- Christon I. Archer, 편집. (2003). 《The Birth of Modern Mexico》. Willmington, Delaware: SR Books. ISBN 0-8420-5126-0.
- Hamill, Hugh M. (1966). 《The Hidalgo Revolt: Prelude to Mexican Independence》. Gainesville: University of Florida Press.
- Hamnett, Brian R. (1986). 《Roots of Insurgency: Mexican Regions, 1750–1824》. Cambridge University Press. ISBN 978-0521-3214-8* |isbn= 값 확인 필요: invalid character (도움말).
- Timmons, Wilbert H. (1963). 《Morelos: Priest, Soldier, Statesman of Mexico》. El Paso: Texas Western College Press.
- Jaime E. Rodríguez O, 편집. (1989). 《The Independence of Mexico and the Creation of the New Nation》. UCLA Latin American Studies. Los Angeles: UCLA Latin American Center Publications. ISBN 9-780-8790-3070-4.hjh

## 같이 보기
- 멕시코의 역사
- 멕시코 제국
- 그리토 데 돌로레스
- 누에바에스파냐